# ادیگرات
ادیگرات (به لاتین: Adigrat) در اتیوپی است که در استان تیگرای واقع شده‌است.

## خصوصیات
ادیگرات ۵۷٬۵۸۸ نفر جمعیت دارد و ۲٬۴۵۷ متر بالاتر از سطح دریا واقع شده‌است.